# Операция Зимна буря
Операция „Зимна буря“ (на немски: Unternehmen „Wintergewitter“), състояла се по време на Втората световна война на 12 – 23 декември 1942 г., е неуспешният опит на група армии „Дон“ под командването на Ерих фон Манщайн да освободят 6-а немска армия, обкръжена от съветските войски в хода на битката при Сталинград.

## Предистория
След 4-месечна офанзива през лятото и есента на 1942 г. 6-а армия на генерал Фридрих Паулус достига Волга и овладява по-голямата част от Сталинград, но не успява да превземе напълно този важен промишлен център. На 19 ноември 1942 г. съветските войски северозападно и южно от града преминават в контранастъпление и четири дни по-късно обкръжават над 250 000 германски войници и техни съюзници (виж Операция „Уран“). Молбата на Паулус за разрешение да пробие обръча, като отстъпи от Сталинград, е отхвърлена от Хитлер, въпреки съветите на началника на генералния щаб на сухопътните войски генерал Курт Цайцлер. Вместо това германското главно командване организира „въздушен мост“ за снабдяване на обкръжените при Сталинград и събира войски от други участъци на Източния фронт, за да пробие съветския обръч отвън. Със същата цел са привлечени и свежи сили (6-а танкова дивизия) от окупирана Франция.

## Германски планове
На 20 ноември е сформирана група армии „Дон“, обединяваща германски и спомагателни румънски войски начело с фелдмаршал Ерих фон Манщайн. Хитлер иска от групата армии да отвори сухопътен коридор към Сталинград, за да може 6-а армия да бъде подкрепена с хора, гориво и продоволствие и да задържи извоюваните позиции на Волга. Първоначално Манщайн предвижда да постигне това чрез удари от югозапад и запад – съответно на 4-та танкова армия (генерал Херман Хот) откъм Котелниково и на 48-и танков корпус откъм Нижне-Чирская (на 40 км от немските позиции при Сталинград). Впоследствие замисълът за настъпление при Нижне-Чирская е изоставен заради силните атаки на съветската 5-а танкова армия на генерал Прокофий Романенко (започнали на 30 ноември) и заради риска, свързан с форсирането на Дон. Затова е предпочетен три пъти по-дългият маршрут от Котелниково до Сталинград. Манщайн предвижда и спомагателен удар (операция „Гръм“, на немски: Donnerschlag), който войските на Паулус трябва да нанесат по обкръжаващите ги съветски войски в югозападно направление щом настъпващата насреща 4-та танкова армия скъси разстоянието между двете германски групировки до 30 км.
Съединението, което съставя главните сили на 4-та танкова армия и изнася основната тежест на сражението, е 57-и танков корпус на генерал Фридрих Кирхнер. Първоначално корпусът включва две румънски кавалерийски дивизии и 23-та танкова дивизия, разполагаща (по немски данни) с 30 боеспособни танка. Впоследствие към него са прикрепени 6-а танкова дивизия (160 танка „Панцер IV“ с дългостволни оръдия и 40 щурмови оръдия) и 17-а полева дивизия на Луфтвафе, а четири дни след началото на офанзивата и 17-а танкова дивизия. Към корпуса на Кирхнер е придаден и първият батальон танкове „Тигър“, изпратен на Източния фронт.
Според съветската историография Манщайн успява да събере 124 000 войници срещу 115 000 от съветските 51-ва и 5-а ударна армия и двойно повече танкове (650 срещу 329) и самолети (500 срещу 220). 51-ва армия, срещу която е насочен немският 57-и танков корпус, наброява 34 000 военнослужещи, 77 танка и 419 оръдия. Съотношението на силите се променя динамично в хода на сражението.

## Настъплението на Хот
Заповедта за провеждане на операция „Зимна буря“ е дадена на 1 декември. Офанзивата от района на Котелниково започва единадесет дни по-късно. Армейска група „Хот“ постига бърз успех през първите два дни на настъплението, но съветската отбрана (51-ва армия на генерал Николай Труфанов) се втвърдява много бързо и за около седмица частите на Вермахта успяват да напреднат с не повече от 50 километра. В продължение на няколко дни се водят упорити боеве за селището Верхне-Кумский и по бреговете на реките Аксай Есауловский и Мишкова, леви притоци на Дон. Танковете на Хот се приближават на по-малко от 40 км от позициите на 6-а армия, но германските войски са обезкръвени, а съветските получават големи подкрепления (2-ра гвардейска армия на генерал Родион Малиновски). Хитлер отхвърля увещанията на Манщайн и Цайцлер да позволи на 6-а армия да се опита да си пробие сама път на запад.
На 16 декември Червената армия нанася своя удар от северозапад. В хода на операция Малък Сатурн тя разгромява италианските войски на средното течение на Дон и заплашва да отреже пътя за отстъпление на групировката на Хот. Това кара Манщайн да нареди на 23 декември спиране на настъплението ѝ. Междувременно прииждането на нови съветски сили на река Мишкова води до решителен превес над групата „Хот“ (по съветски данни 149 000 срещу 99 000 бойци, 635 срещу 310 танка). На 26 декември разбитите немски части се оттеглят обратно оттатък река Аксай Есауловский, а три дни по-късно отстъпват от Котелниково на запад в посока Ростов.

## Резултат
След провала на операция „Зимна буря“ не е предприет нов опит за спасяване на обградените в Сталинград германски войски. Те са напълно разгромени в началото на февруари 1943 г.

## Карти
- Настъплението на армейска група „Хот“ от Котелниково до река Аксай[16]
- Боевете между реките Аксай и Мишкова до 21 декември[16]
- Предел на германското настъпление, 22 – 23 декември[16]